# 송도중학교 (부산)
송도중학교(松島中學校)는 대한민국 부산광역시 서구 남부민동에 있는 사립 중학교이다.

## 학교 연혁
- 1952년 7월 1일 : 부산광역시 서구 남부민동 465번지 한양공대 가 교사에서 한양 야간 중학교라 칭하고 개교, 초대 교장에 김허남 선생 취임
- 1953년 3월 1일 : 송도 야간중학교로 교명 개칭
- 1953년 7월 1일 : 송도중학교 주간부 설립
- 1955년 3월 8일 : 재단법인 백민학원 설립 인가. 초대 이사장 김두을 선생 취임
- 1955년 4월 2일 : 송도중학교 설립 인가 (주간 2학급 계 6학급)
- 1955년 4월 2일 : 초대 교장 김허남 선생 취임
- 1964년 1월 25일 : 재단법인 백민학원을 사립학교법에 의하여 학교법인 백민학원으로 조직변경
- 2021년 10월 28일 : 백민학원 이사장 민용기 선생 취임
- 2024년 3월 1일 : 제17대 김한섭 교장 취임
- 2025년 2월 6일 : 제71회 졸업식(졸업생수 66명, 총졸업생수 17,857명)

## 참고 자료
- 송도중학교 - 한국교육학술정보원 학교알리미